# Список естонських фільмів
Фільми естонською мовою, зняті в Естонії , перераховані тут у хронологічному порядку . Список не повний.

## 1910-ті роки
| Назва                                      | Режисер       | Актори | Жанр            | Кіностудія | Примітки                         |
| ------------------------------------------ | ------------- | ------ | --------------- | ---------- | -------------------------------- |
| 1913 рік ?                                 |               |        |                 |            |                                  |
| Гроші в борг                               |               |        | коротка комедія |            | Перший естонський художній фільм |
| 1914 рік                                   |               |        |                 |            |                                  |
| Полювання на ведмедів у Пярнуському повіті | Тиніс Німмітс |        | коротка комедія |            |                                  |

## 1920-ті роки
| Назва                            | Режисер                         | Актори                                                           | Жанр                | Кіностудія                           | Примітки                                                                            |
| -------------------------------- | ------------------------------- | ---------------------------------------------------------------- | ------------------- | ------------------------------------ | ----------------------------------------------------------------------------------- |
| 1921 рік                         |                                 |                                                                  |                     |                                      |                                                                                     |
| Звірятко кохання                 |                                 |                                                                  | комедія             | Естонія-фільм                        | Фільм не зберігся                                                                   |
| 1923 рік                         |                                 |                                                                  |                     |                                      |                                                                                     |
| Чорний діамант                   | Федір Любовський                | Федір Любовський , Тіїна Каппер                                  | драма               | Регіна-фільм                         | Перший в Естонії повнометражний художній фільм. Фільм не зберігся                   |
| Відьомська паличка               |                                 |                                                                  |                     | Осілія-фільм                         | Фільм не зберігся                                                                   |
| Бабусин подарунок                | Федір Любовський                | Федір Любовський                                                 | комедія             | Регіна-фільм                         | Фільм не зберігся                                                                   |
| 1924 рік                         |                                 |                                                                  |                     |                                      |                                                                                     |
| Тіні минулого                    | Валтер Палм, А. Нугіс           | Вольдемар Тоффер, Антс Лаутер, Елла Зільбер                      | історична драма     | Естонський національний фільм        | Фільм не зберігся.                                                                  |
| Щасливе вирішення житлової кризи | Костянтин Мерська               | Едуард Пютсеп, Ольга Раудсепп-Лівонен, Яан Тіхкан                | комедія             | Естонський національний фільм        | Фільм не зберігся                                                                   |
| 1925 рік                         |                                 |                                                                  |                     |                                      |                                                                                     |
| Комісар ЧК Мірощенко             | Пауль Сенерт                    | Калью Рааг, Міхкель Леппер, Валентина Васильєва, Нійна Ормус     | драма               | Естонський національний фільм        | У 2012 році фільм було оцифровано та відреставровано                                |
| Правильна перша ніч              | Болдуін Касбок                  | Мері Мелсас, Рене Лір, Хейно Вакс                                | драма               | Тара фільм                           | Фільм не зберігся                                                                   |
| 1927 рік                         |                                 |                                                                  |                     |                                      |                                                                                     |
| Молоді орли                      | Теодор Луць                     | Арнольд Вайно, Амалі-Луїза Конса, Йоганнес Німмік, Рудольф Кляйн | історична драма     | Фільм Сіріус                         | У 2008 році фільм було оцифровано та відреставровано                                |
| Мрія про весну                   | Вольдемар Петс                  | Георг Руссі, Ельза Зільбер, Леонід Пухов                         | драма               | Кіноклуб                             | Загальна тривалість фільму становить 1 хвилину 9 секунд.                            |
| 1929 рік                         |                                 |                                                                  |                     |                                      |                                                                                     |
| Долари                           | Майкл Леппер                    | Пол Пінна, Сігне Пінна, Бетті Куускманн                          | драма               | Виробництво фільму Костянтин Мерська | Фільм не зберігся.                                                                  |
| Недостатні наречені              | Йоганнес Луп, Костянтин Мерська | Самуель Сійрак, Лі Шенберг, Маргарета Мюллер, Йоозеп Коппель     | комедія             | Виробництво фільму Костянтин Мерська | За мотивами роману Едуарда Вільде «Несправні наречені». Збереглися уривки з фільму. |
| Юрій Румм                        | Йоганнес Луп                    | Ганс Суурсот, Лі Керге, Борис Борисов, Карл Лаас                 | пригодницький фільм | Виробництво фільму Костянтин Мерська | За мотивами однойменного роману Ганса Варессу.                                      |

## 1930-ті роки
| Назва                    | Режисер                    | Актори                                                                     | Жанр                         | Кіностудія                                    | Примітки |
| ------------------------ | -------------------------- | -------------------------------------------------------------------------- | ---------------------------- | --------------------------------------------- | --- |
| 1930 рік                 |                            |                                                                            |                              |                                               | |
| Золотий павук            | Борис Янікоск              | Ольга Торокофф-Тідеберг, Олександр Ардер, Лі Шенберг                       | музичний, танцювальний фільм | Виробництво фільму Костянтин Мерська          | Перший експеримент у сфері звукового (короткометражного) кіно. Фільм не зберігся.                               |
| Хвилі пристрасті         | Володимир Гайдаров         | Іта Ріна, Володимир Гайдаров, Раймондо ван Ріель, Фріц Грейнер, Хьюго Лаур | пригодницький фільм          | A/S Urania , Wladimir Gaidarov GmbH           | Спільний естоно- німецький фільм                                                                                |
| Недільні мисливці        | Болдуін Касбок             | Карл Лаас, Георг Леєс, Ольга Хольц                                         | комедія                      | Тара фільм                                    | Фільм не зберігся.                                                                                              |
| Пригоди Куцу Джуку       |                            |                                                                            | анімаційний фільм            |                                               | |
| Добрий солдат Юозеп Тутс | Теодор Луц , Арнольд Вайно | Арнольд Вайно, Лінда Вайно, Альфред Рютлі                                  | комедія                      | Кіновиробництво Теодор Луцу                   | Фільм не зберігся.                                                                                              |
| 1931 рік                 |                            |                                                                            |                              |                                               | |
| Круг навколо дочки       |                            |                                                                            | комедія                      |                                               | Фільм не зберігся.                                                                                              |
| Вночі                    | Шановний Хірвонен          | Прійт Пилдроос, Карл Лаас, Адольф Гімбек                                   | драма                        | Естонське кіновиробництво                     | Фільм не зберігся.                                                                                              |
| Газ! Газ! Газ!           | Теодор Луц                 |                                                                            | навчальний фільм             | Кіновиробництво Теодор Луцу                   | Фільм вчить, як захиститися від газової небезпеки чи газової атаки.                                             |
| 1932 рік                 |                            |                                                                            |                              |                                               | |
| Діти Сонця               | Теодор Луц                 | Надежда Піді-Гоффман, Елфі Лепп-Струбель, Антс Ескола, Рахель Олбрей       | драма                        | Theodor Lutsu Film Production, Suomi Filmi OY | Естонсько- фінський спільний фільм. Перший естонськомовний звуковий художній фільм. Плівка збереглася частково. |

## 1940-ві роки
| Назва            | Режисер           | Актори                                                        | Жанр                 | Кіностудія | Примітки                                                        |
| ---------------- | ----------------- | ------------------------------------------------------------- | -------------------- | ---------- | --------------------------------------------------------------- |
| 1942 рік         |                   |                                                               |                      |            |                                                                 |
| Червоний туман   |                   |                                                               | документальний фільм |            | Фільм про радянську окупацію Естонії та пов'язані з нею втрати. |
| 1947 рік         |                   |                                                               |                      |            |                                                                 |
| Життя в цитаделі | Герберт Раппапорт | Уго Лаур, Айно Талві, Рудольф Нууде, Ліа Лаатс, Гуннар Кілгас | драма                | Ленфільм   | За мотивами однойменної п'єси Августа Якобсона.                 |

## 1950-ті роки
| Назва                      | Режисер                      | Актори                                                                    | Жанр             | Кіностудія                                             | Примітки                                                                                                |
| -------------------------- | ---------------------------- | ------------------------------------------------------------------------- | ---------------- | ------------------------------------------------------ | --- |
| 1951 рік                   |                              |                                                                           |                  |                                                        | |
| Світло в Коорді            | Герберт Раппапорт            | Георг Отс, Х'юго Лаур, Рудольф Нууде, Александер Рандвір, Антс Ескола     | драма            | Ленфільм і Талліннська кіностудія                      | Перший естонський кольоровий повнометражний фільм за мотивами однойменного оповідання Ганса Леберехта . |
| 1955 рік                   |                              |                                                                           |                  |                                                        | |
| Щастя Андруса              | Герберт Раппапорт            | Енн Адуссон, Антс Лотер, Іта Евер, Х'юго Лор, Рут Пераметс                | драма            | Ленфільм і Талліннська кіностудія                      | За мотивами роману Ганса Леберехта «Капітан».                                                           |
| Коли настане вечір         | Олександр Мандрикін          | Георг Талеш, Ааро Пярн, Карл Отс, Юло Раннасте, Інге Подер                | концертний фільм | Талліннська кіностудія                                 | Кольорова плівка                                                                                        |
| Яхти в морі                | Михайло Єгоров               | Рейн Арен, Рут Пераметс, Каарел Карм, Олев Ескола, Ендель Німберг         | драма            | Талліннська кіностудія художніх і хронікальних фільмів | |
| Ворота № 2                 | Олег Ленціус                 | Руут Тармо, Ендель Падрік, Елле Тіммер, Юрі Ярвет, Александер Мягі        | коротка комедія  |                                                        | |
| 1956 рік                   |                              |                                                                           |                  |                                                        | |
| На задньому дворі          | Віктор Невежін               | Іта Евер, Ейно Баскін, Каарел Карм, Єва Ківі, Ервін Абель                 | драма            | Талліннська кіностудія                                 | За мотивами однойменного оповідання Оскара Луцу .                                                       |
| Чоловіки залишаються вдома | Ігор Єльцов                  | Антс Ескола, Лінда Руммо, Арво Тахк                                       | коротка комедія  | Талліннська кіностудія                                 | |
| Хвилинку, зачекайте!       | Вірве Рейман                 | Ендель Зіммерманн, Ілмар Таммур, Марі Мьолдре, Рутс Бауман, Труута Куусік | коротка комедія  |                                                        | |
| 1957 рік                   |                              |                                                                           |                  |                                                        | |
| Червневі дні               | Кальо Кійськ, Віктор Невежін | Андрес Сарев, Пол Варанді, Астрід Койк, Антс Ескола, Вольдемар Пансо      | драма            | Талліннська кіностудія                                 | |
| На повороті                | Олександр Мандрикін          | Гуннар Кілгас, Франц Мальмстен, Антс Ескола, Катрін Вельбе, Еллен Каарма  | драма            | Талліннська кіностудія                                 | |
| 1958 рік                   |                              |                                                                           |                  |                                                        | |
| Капітан першого рангу      | Олександр Мандрикін          | Борис Ліванов, Володимир Ємельянов, Олев Ескола, Єва Ківі, Аста Віханді   | драма            | Талліннська кіностудія                                 | |
| Сон Петра                  | Ельберт Туганов              |                                                                           | ляльковий фільм  | Талліннська кіностудія                                 | Перший в Естонії ляльковий фільм                                                                        |
| 1959 рік                   |                              |                                                                           |                  |                                                        | |
| Збуджені криві             | Кальо Кійськ, Юлі Кун        | Тер'є Луїк, Рейн Арен, Пеетер Шмаков, Єва Ківі, Яанус Оргулас             | комедія          | Талліннська кіностудія                                 | Як панорамний фільм «Небезпечні повороти» (1961)                                                        |
| Підводні рифи              | Віктор Невежін               | Аксель Орав, Агнесса Петерсон, Ліа Лаатс, Антс Ескола, Арно Суурорг       | драма            | Талліннська кіностудія                                 | П'єса Aadu Hindi "Куди ви йдете, товаришу директор?" мотиви                                             |
| Непрохані гості            | Ігор Єльцов                  | Рейн Арен, Хілья Варем, Хейно Мандрі, Вальдо Труве, Юрі Ярвет             | драма            | Талліннська кіностудія                                 | |
| Північна жаба              | Ельберт Туганов              |                                                                           | ляльковий фільм  | Талліннська кіностудія                                 | |

## 1960-ті роки
| Назва                               | Режисер                                                       | Актори | Жанр                             | Кіностудія              | Примітки |
| ----------------------------------- | ------------------------------------------------------------- | --- | -------------------------------- | ----------------------- | --- |
| 1960 рік                            |                                                               | |                                  |                         | |
| Сім'я Меннард                       | Олександр Мандрикін                                           | Пауль Рюбель, Еві Рауер, Ендель Німберг, Петер Фольмер, Рудольф Нууде                                                   | драма                            | Талліннська кіностудія  | |
| І під дощем, і під сонцем           | Герберт Раппапорт                                             | Яан Саул, Єва Мурніеце, Лариса Лужина, Яанус Оргулас, Рейн Олмару                                                       | драма                            | Талліннська кіностудія  | |
| Актор Джоллер                       | Вірве Аруоха                                                  | Вольдемар Пансо, Юрі Ярвет, Лінда Руммо, Франц Малмстен, Рутс Бауман                                                    |                                  | Естонський телефільм    | |
| Лісова казка                        | Ельберт Туганов                                               | | ляльковий фільм                  | Талліннфільм            | За мотивами «Кіцаме» Оскара Луцу |
| Зустрічі на вулиці                  | Валерія Андерсон                                              | | документальний фільм             | Талліннфільм            | |
| 1961 рік                            |                                                               | |                                  |                         | |
| Випадкова зустріч                   | Віктор Невежін                                                | Георг Отс, Арвед Хауг, Ліа Лаатс, Ейно Баскін, Марина Юрасова                                                           | драма                            | Талліннфільм            | |
| Пісня друга                         | Ілля Фогельман, Ріт Касесалу                                  | Ільмар Таммур, Лейлі Яарац, Рамон Кеппе, Карл Калкун, Бетті Куускемаа                                                   | драма                            | Талліннфільм            | |
| Небезпечні повороти                 | Кальо Кійськ, Юлі Кун                                         | Тер'є Луїк, Рейн Арен, Петер Шмаков, Єва Ківі, Яанус Оргулас                                                            | комедія                          | Талліннфільм і Мосфільм | Перший у світі повнометражний панорамний фільм |
| Чоловіки села                       | Юрі Мююр                                                      | Каарел Карм, Хеленд Піп, Ейнар Коппель, Оскар Лійганд, Кальо Кійск                                                      | драма                            | Талліннфільм            | |
| Отт в космосі                       | Ельберт Туганов                                               | | ляльковий фільм                  | Талліннфільм            | |
| Я і Муррі                           | Ельберт Туганов                                               | | ляльковий фільм                  | Талліннфільм            | |
| 1962 рік                            |                                                               | |                                  |                         | |
| Холодне серце                       | Кальо Кійськ                                                  | Х'юго Лаур, Сір'є Арбі, Хеленд Піп, Каарел Карм, Катрін Вельбе                                                          | драма                            | Талліннфільм            | За мотивами однойменного оповідання Ааду Хінді |
| З вечора до ранку                   | Лейда Лайус                                                   | Вію Херм, Кирило Лавров, Юлле Улла, Аксель Орав, Маті Клоорен                                                           | коротка драма                    | Талліннфільм            | За мотивами однойменного оповідання М. Калди |
| Під одним дахом                     | Ігор Єльцов                                                   | Дзідра Рітенберга, Рейн Арен, Вію Херм, Іта Евер, Олав Озолін                                                           | драма                            | Талліннфільм            | За мотивами повісті Ганса Леберехта «Один дім». |
| Привіт, дівчата                     | Валерія Андерсон                                              | | документальний фільм             | Талліннфільм            | |
| День дзвінка                        | Артур Рінне                                                   | | документальний фільм             | Естонський телефільм    | |
| Дві історії                         | Ельберт Туганов                                               | | ляльковий фільм                  | Талліннфільм            | |
| Майже неймовірна історія            | Ельберт Туганов                                               | | ляльковий фільм                  | Талліннфільм            | |
| Шляхами Маленького Іллімара         | Вірве Аруоха                                                  | | документальний фільм             | Естонський телефільм    | |
| 1963 рік                            |                                                               | |                                  |                         | |
| Приборкувачі велосипедів            | Юлій Кун                                                      | Людмила Гурченко, Олег Борисов, Едуард Павулс, Рейн Арен, Сергій Мартінсон                                              | комедія                          | Талліннфільм            | |
| Сліди                               | Кальо Кійськ                                                  | Маті Клоорен, Х'юго Лаур, Каарел Карм, Пол Рюбель, Рудольф Нууде                                                        |                                  |                         | |
| Рожевий капелюшок                   | Вельо Кеспер                                                  | Герта Елвісте, Енекен Аксель                                                                                            | коротка драма                    | Талліннфільм            | За мотивами однойменної мініатюри Лілі Промет |
| Маленький самокат                   | Хейно Парс                                                    | | ляльковий фільм                  | Талліннфільм            | |
| 1964 рік                            |                                                               | |                                  |                         | |
| Новий старий язичник пекельного дна | Григорій Кроманов, Юрі Мююр                                   | Елмар Салулахт, Антс Ескола, Астрід Лепа, Юрі Ярвет, Уго Лаур                                                           | драма                            | Талліннфільм            | Екранізація однойменного роману А. Х. Таммсааре |
| Нуль три                            | Ігор Єльцов                                                   | Нінель Мишкова, Іван Дмитрієв, Тетяна Пельцер                                                                           | драма                            | Талліннфільм            | |
| Оператор Кепс в грибному царстві    | Хейно Парс                                                    | | ляльковий фільм                  | Талліннфільм            | |
| 1965 рік                            |                                                               | |                                  |                         | |
| Нам було по вісімнадцять років      | Кальо Кійськ                                                  | Евальд Гермакюла, Маре Хелласте, Пеетер Кард, Тину Аав, Рейн Коппельманн                                                | драма                            | Талліннфільм            | |
| Мяекула-молочар                     | Лейда Лайус                                                   | Юрі Ярвет, Елле Еха, Антс Лаутер, Леа Унт, Евальд Гермакюла                                                             | драма                            | Талліннфільм            | Екранізація однойменного роману Едуарда Вільде |
| Наднова                             | Вельо Кеспер                                                  | Ендрік Керге, Антс Ескола, Агнес Петерсон, Лійна Орлова, Маті Клоорен                                                   | драма                            | Талліннфільм            | |
| В холодну країну                    | Валдур Хімбек                                                 | |                                  | Естонський телефільм    | |
| Оператор Кепс в ягідному лісі       | Хейно Парс                                                    | | ляльковий фільм                  | Талліннфільм            | |
| 1966 рік                            |                                                               | |                                  |                         | |
| Листи з села Согедате               | Юрі Мююр                                                      | Каарел Карм, Ілмар Таммур, Пол Руубель, Валдеко Ратассепп, Тину Аав                                                     | драма                            | Талліннфільм            | |
| Що сталося з Андресом Лапетеусом?   | Григорій Кроманов                                             | Ейнар Коппель, Іта Евер, Хейно Мандрі, Уно Лоїт, Кальо Кійск                                                            | драма                            | Талліннфільм            | |
| Борг                                | Валдур Хімбек                                                 | Енн Меріоджа, Тію Су, Райво Трасс, Тію Лукк, Яан Кілп                                                                   |                                  | Естонський телефільм    | |
| Дівчинка в чорному                  | Вельо Кеспер                                                  | Герлінда Копельман, Юозас Будрайтіс, Лісл Ліндау, Вію Херм, Юрі Ярвет                                                   | драма                            | Талліннфільм            | |
| Акварелі одного літа                | Вірве Аруоха                                                  | Аарне Укскюла, Альбіна Каусі, Хельгі Іло                                                                                | драма                            | Естонський телефільм    | Фільм знятий за мотивами однойменного оповідання Лілі Промет |
| Лів на пляжі                        | Ендель Німберг                                                | | документальний фільм             | Естонський телефільм    | Документальний фільм про жителів прибережних сіл Курамаа |
| Оператор Кепс на самотньому острові | Хейно Парс                                                    | | ляльковий фільм                  | Талліннфільм            | |
| Джон                                | Ельберт Туганов                                               | | ляльковий фільм                  | Талліннфільм            | |
| Парк                                | Ельберт Туганов                                               | | ляльковий фільм                  | Талліннфільм            | |
| 1967 рік                            |                                                               | |                                  |                         | |
| Полуденний паром                    | Кальо Кійськ                                                  | Енн Краам, Керсті Герн, Ада Лундвер, Арне Лаос, Калью Караск                                                            | комедія/драма                    | Талліннфільм            | |
| Віденська марка                     | Вельо Кеспер                                                  | Юрі Ярвет, Герта Хельвісте, Інес Паркер, Владислав Коржетс, Ервін Абель                                                 | комедія                          | Талліннфільм            | За мотивами однойменної п'єси Арді Лійвеса. |
| Семеро друзів Джуссіке              | Хейно Парс                                                    | | ляльковий фільм                  | Талліннфільм            | |
| Торгівля від раба                   | Хейно Парс                                                    | | ляльковий фільм                  | Талліннфільм            | |
| Старий Тоомас знає все              | Тію Рак                                                       | | музичне кіно, документальне кіно | Естонський телефільм    | Фільм було замовлено для представлення Естонії на всесвітній виставці EXPO-67 у Монреалі, Канада. Текст фільму був російськомовний, а пісні – естонською, і вони належать до скарбниці естонської популярної музики. |
| 1968 рік                            |                                                               | |                                  |                         | |
| Перевертень                         | Лейда Лайус                                                   | Ене Раммельд, Доріс Карева, Малле Клаассен, Кюллі Сонг, Евальд Гермакюла                                                | драма                            | Талліннфільм            | За мотивами однойменної п'єси Августа Кіцберга. |
| Наш Артур                           | Автори Григорій Кроманов і Маті Пилдре, режисер Аннелііс Сімм | Артур Рінне, Тину Міківер, Сулев Німмік, Мілві Юргенсон, Марі Мьолдре, Ріхард Пераметс та інші.                         | документальний музичний фільм    | Естонський телефільм    | Фільм-портрет про Артура Рінне. |
| Чоловіки не плачуть                 | Сулев Німмік                                                  | Антс Лаутер, Ервін Абель, Калью Караск, Ліа Лаатс, Вольдемар Куслат, Ендель Пярн, Лео Нормет                            | комедія                          | Естонський телефільм    | |
| Темні вікна                         | Тиніс Каск                                                    | Маріанна Левер, Ада Лундвер, Яак Тамлехт, Ао Піп                                                                        | драма                            | Естонський телефільм    | |
| Божевілля                           | Кальо Кійськ                                                  | Юрі Ярвет, Вацловас Бледіс, Валері Носсік, Бронюс Бабкаускас, Вольдемар Пансо                                           | драма                            | Талліннфільм            | |
| Тітка Роза                          | Вірве Аруоха                                                  | Альбіна Каусі, Сільвія Лайдла, Аксель Орав                                                                              |                                  | Естонський телефільм    | Фільм знятий за мотивами п'єси Теннессі Вільямса « Звана вечеря ». |
| Люди у військовій формі             | Юрі Мююр                                                      | Рудольф Аллаберт, Хейно Раудсік, Леонхард Мерзін, Арві Галлік, Кенно Оджа                                               | фільм про війну                  | Талліннфільм            | За мотивами роману Пауля Куусберга "Enn Kalmu kaks mina". |
| Оператор Кепс у кам'яній країні     | Хейно Парс                                                    | | ляльковий фільм                  | Талліннфільм            | |
| 511 найкращих фотографій Марса      | Андрес Зет                                                    | | документальний фільм             |                         | Персонажі відвідувачів кафе та «нічного клубу» кінця 1960-х |
| Дахи та димарі                      | Валдур Хімбек                                                 | Тію Рандвіір, Юта Лехісте, Тія Саелле                                                                                   | фентезі                          | Естонський телефільм    | Перший кольоровий фільм Естонського телефільму |
| 1969 рік                            |                                                               | |                                  |                         | |
| Гладіатор                           | Вельо Кеспер                                                  | Вітатутас Томкус, Вія Артмане, Хейно Раудсік, Юріс Леяскалнс, Леонхард Мерзін                                           | драма                            | Талліннфільм            | На основі третьої частини роману Аду Хінді «Вітряний пляж». |
| Весна                               | Арво Круусемент                                               | Ааре Лаанемец, Маргус Лепа, Айн Луцепп, Арно Лійвер, Ріяна Хайн                                                         | драма                            | Талліннфільм            | |
| Остання реліквія                    | Григорій Кроманов                                             | Олександр Голобородько, Інгріда Андріня, Ельза Радзіня, Ролан Биков, Єва Ківі, Улдіс Ваздікс, Райво Трасс, Пеетер Якобі | пригодницький фільм              | Талліннфільм            | Сюжет фільму заснований на романі Едуарда Борнхое « Принц Габріель або Останні дні монастиря Піріта » |
| Двері                               | Мадіс Оджамаа                                                 | Хельгі Салло, Уно Луп, Хелі Ляатс, Борис Лехтлан, Ельс Гімма, Хайді Тамме                                               | музичний фільм                   | Талліннфільм            | |
| Біла земля Ендербі                  | Андрес Зьот, Маті Каск                                        | | документальний фільм             | Талліннфільм            | |
| Рідне село                          | Піп Пукс, Пітер Тумінгас                                      | | документальний фільм             | Талліннфільм            | |
| Ліло                                | Юрі Мююр                                                      | | документальний фільм             | Талліннфільм            | Фільм 1969 року . річна ювілейна пісенна вечірка . |
| Вогонь для короля                   | Юло Тамбек                                                    | | документальний фільм             | Талліннфільм            | Фільм про Пауля Кереса . |
| Передача 56:13                      | Ханс Росіпуу                                                  | | документальний фільм             | Талліннфільм            | |
| Не тільки хліб                      | Юло Тамбек, Маті Пилдре                                       | | документальний фільм             | Естонський телефільм    | |
| Кам'яне пальто                      | Вірве Коппель                                                 | | документальний фільм             | Естонський телефільм    | |

## 1970-ті роки
| Назва                               | Режисер                                | Актори | Жанр                          | Кіностудія           | Примітки |
| ----------------------------------- | -------------------------------------- | --- | ----------------------------- | -------------------- | --- |
| 1970 рік                            |                                        | |                               |                      | |
| Яскраві візерунки                   | Андрес Зет                             | | Телевізійний концертний фільм | Талліннфільм         | Фільм про ансамбль народної творчості Тартуського державного університету                                                             |
| У тиші вітру                        | Вельо Кеспер                           | Лембіт Ульфсак, Малле Пярн, Юрі Нійн, Айме Вескімягі, Евальд Гермакюла                                                                      | художній фільм                | Талліннфільм         | За мотивами оповідання Ейнара Маасіка «Сім днів Туїсу Тааві».                                                                         |
| Білий корабель                      | Рок Комісаров                          | Енн Краам, Катрін Кумпан, Калью Коміссаров, Аго Роо, Тину Тепанді, Тину Міківер, Ейнарі Коппель, Гуннар Кілгас, Аарне Укскюла, Мікк Міківер | художній фільм                | Талліннфільм         | |
| Вкрали Старого Тоомаса              | Семен Школьников                       | Кальє Кійськ, Рейн Аедма, Юлле Коні, Ендель Пярн, Харді Тійдус                                                                              | художній фільм                | Талліннфільм         | |
| Між трьома карами                   | Вірве Аруоха                           | | телегра                       |                      | Фільм є екранізацією однойменного роману Яана Кросса.                                                                                 |
| 1971 рік                            |                                        | |                               |                      | |
| Дон Жуан в Таллінні                 | Арво Круусемент                        | Гунта Віркава, Рейн Коткас, Мерле Ару, Антс Ескола, Єва Ківі, Велло Янсон                                                                   | художній фільм                | Талліннфільм         | |
| Натхнення                           | Валдур Хімбек                          | Юло Вілімаа | Телевізійний концертний фільм | Талліннфільм         | Фільм-балет Юло Вілімаа |
| Лісовий капітан                     | Рок Комісаров                          | Юрі Ярвет, Лууле Пальясмаа, Катрін Карісма, Енн Клоорен, Хейно Мандрі                                                                       | художній фільм                | Талліннфільм         | |
| Берег вітрів                        | Кальє Кійськ                           | Хейно Раудсік, Антанас Барчас, Нійоле Лепешкайте, Лейла Сяалік, Юрі Ярвет, Гуго Лаур, Пітер Муст                                            | художній фільм                | Талліннфільм         | На основі першої частини однойменного роману Аду Хінді                                                                                |
| Літні ігри про комах                | Хейно Парс                             | | ляльковий фільм               | Талліннфільм         | |
| Масленичний хліб                    | Хейно Парс                             | | анімаційний фільм             | Талліннфільм         | |
| Нескінченний день                   | Вірве Аруоха, Яан Томінг               | Ян Томінг | телегра                       | Естонський телефільм | Експериментальний фільм. Заборонений у 1971 році та призначений до знищення. Однак фільм вдалося зберегти і реставрувати в 1990 році. |
| Пташина клітка                      | Володимир Карашов                      | | телегра                       |                      | |
| 1972 рік                            |                                        | |                               |                      | |
| Зійти на берег                      | Кальє Кійськ                           | Лейла Сяалік, Улдіс Пуцітіс, Леонхард Мерзін, Ролан Биков, Герта Елвісте                                                                    | драма                         | Талліннфільм         | |
| Кривавий камінь                     | Мадіс Оджамаа                          | Антанас Барчас, Мікк Міківер, Галина Федотова, Андрес Ільд, Сіім Руллі                                                                      | пригодницький фільм           | Талліннфільм         | |
| Маленький реквієм для гармоніки     | Вельо Кеспер                           | Лембіт Ульфсак, Вяйно Уібо, Антс Ескола, Єва Ківі, Арнольд Сіккель                                                                          | художній фільм                | Талліннфільм         | За мотивами однойменного роману Енна Ветемаа                                                                                          |
| Молодий пенсіонер                   | Сулев Німмік                           | Ервін Абель, Лія Лаатс, Маріка Самусенко, Лейда Раммо, Гельмут Вааг                                                                         | комедія                       | Естонський телефільм | |
| Водоплавні люди                     | Леннарт Мері                           | | документальний фільм          |                      | |
| 1973 рік                            |                                        | |                               |                      | |
| Срібний корабель                    | Юрі Мююр                               | Хелі Ляатс | концертний фільм              | Естонський телефільм | Хелі Ляатс співає в чорно-білому фільмі                                                                                               |
| Незвичайна історія                  | Рок Комісаров                          | Калью Коміссаров, Кальє Кійськ, Каарел Ірд, Юрі Ярвет, Ельга Терасмягі                                                                      | художній фільм                | Талліннфільм         | |
| Прийшов вночі                       | Валдур Хімбак                          | Алар Оя, Свен Масес, Катрін Тамре, Юрі Каремяе, Рейн Коорт                                                                                  | дитячий фільм                 | Талліннфільм         | За мотивами оповідання Ено Рауа «Пожежа в затемненому місті».                                                                         |
| Укуару                              | Лейда Лайус                            | Елле Кулл, Лембіт Ульфсак, Велда Отсус, Юрі Ярвет, Хелен Вір                                                                                | художній фільм                | Талліннфільм         | |
| Співає Тійт Куусік                  | Вірве Аруоха                           | Тійт Куусік | концертний фільм              | Талліннфільм         | Фільм про Тійта Куусіку |
| Політ                               | Рейн Раамат                            | | анімаційний фільм             | Талліннфільм         | |
| 1974 рік                            |                                        | |                               |                      | |
| Червона скрипка                     | Кальє Кійськ                           | Вікторс Лоренц, Любов Альбіцкая, Надежда Хілл, Каарел Ірд, Ханс-Петер Райнеке                                                               | художній фільм                | Талліннфільм         | Фільм про естонського скрипаля Едуарда Сьормуса                                                                                       |
| Небезпечні ігри                     | Вельо Кеспер                           | Рене Урмет, Свен-Ерік Нільсен, Віктор Перебейнос, Юрі Ярвет, Леонхард Мерзін                                                                | художній фільм                | Талліннфільм         | |
| Оперний бал                         | Вірве Аруоха                           | Маргарита Войтес, Хендрік Крумм, Урве Таутс, Ану Каал, Вольдемар Куслап                                                                     | концертний фільм              | Талліннфільм         | |
| Райдужний день                      | Гаррі Мартінсон                        | Хайді Тамме, Хельгі Салло, Андрес Отс, Яак Йоала, Олег Мельник, Іво Лінна                                                                   | концертний фільм              | Талліннфільм         | |
| Кольорові сни                       | Вірве Аруоха, Яан Томінг               | Катрін Зілінська, Мееліс Куттім, Лаур Піхель, Рейн Лоо, Яан Томінг, Хелен Піхель                                                            | драма, дитяче кіно            | Талліннфільм         | |
| Час вийшов!                         | Тиніс Каск, Бен Друї                   | Елле Кулл, Тиніс Ратсеп, Хейно Мандрі | драма                         | Естонський телефільм | |
| 1975 рік                            |                                        | |                               |                      | |
| Діаманти для диктатури пролетаріату | Григорій Кроманов                      | Володимир Івашов, Олександр Кайдановський, Микола Волков, Єкатерина Васильєва, Маргарита Терехова                                           | художній фільм                | Талліннфільм         | За мотивами однойменного роману Юліана Семенова                                                                                       |
| Школа пана Мауруса / Індрек         | Мікк Міківер                           | Харрі Кьорвітс, Антс Ескола, Марія Кленська, Кальє Кійськ, Рейн Арен                                                                        | художній фільм                | Талліннфільм         | За мотивами другої частини роману А. Х. Таммсааре «Правда і право».                                                                   |
| Наносити удар у відповідь           | Валентин Куйк                          | Юрі Аарма, Мікк Міківер, Йоганнес Мьолдре, Ада Лундвер, Кетлін Ільвес                                                                       | художній фільм                | Талліннфільм         | |
| Полювання на хижака                 | Вілла Маріка                           | Борис Вальд, Маріка Роопалу, Крістіян Мура, Фелікс Карк, Крууземент                                                                         | художній фільм                | Талліннфільм         | За мотивами оповідання Джаана Раннапа «Вода характеру». Дипломна робота Маріки Вілья                                                  |
| Тійт Херм танцює                    | Юло Тамбек                             | Тійт Херм, Еліта Еркіна | балетний фільм                | Талліннфільм         | Фільм про Тійта Херма |
| Товстий                             | Сулев Німмік                           | Хельгі Салло, Юрі Ласс, Лісл Ліндау, Ендель Пярн                                                                                            | дитячий фільм                 | Естонський телефільм | За мотивами дитячої книги Яана Раннапа «Jefreitor Jõmm».                                                                              |
| Історія кролика                     | Андо Кесккюла                          | | мультфільм                    | Талліннфільм         | |
| 1976 рік                            |                                        | |                               |                      | |
| Час жити, час кохати                | Вельо Кеспер                           | Аїда Зарс, Іта Евер, Вяйно Уйбо, Енн Палувер, Райлі Йоеар                                                                                   | драма                         | Талліннфільм         | |
| Моя дружина — бабуся                | Вірве Аруоха                           | Аарне Укскюла, Іта Евер, Райлі Йоеар, Лембіт Ульфсак, Енн Веєсаар                                                                           | комедія                       | Талліннфільм         | За мотивами оповідання Енн Крастен «Новонароджений».                                                                                  |
| 10 хвилин з атеїстом, який бореться | Тоомас Тахвел                          | Енн Клорен, Роберт Гутман | комедія                       | Талліннфільм         | За мотивами оповідання Арво Валтона «Одна година з бійським атеїстом». Дипломна робота Тоомаса Тахвела                                |
| Буш диявол                          | Пітер Сімм                             | Вайно Вахінг, Кубанбек Жусупов, Салме Рік, Урмас Кібуспуу, Сулев Луїк                                                                       | художній фільм                | Талліннфільм         | Дипломна робота Пітера Сімма |
| Літо                                | Арво Круусемент                        | Ааре Лаанемец, Ріяна Хейн, Маргус Лепа, Кальє Кійськ, Айн Луцепп                                                                            | художній фільм                | Талліннфільм         | За мотивами оповідань Оскара Луцу «Літо» та «Весілля Тутса» та продовження фільму «Весна»                                             |
| Моменти                             | Пітер Томінг                           | | документальний фільм          | Талліннфільм         | |
| 1977 рік                            |                                        | |                               |                      | |
| Кубкова гра                         | Петер Урбла, Тоомас Тахвел, Петер Сімм | Елле Кулл, Арво Кукумягі, Мікк Міківер, Лембіт Ульфсак                                                                                      | короткометражні фільми        | Талліннфільм         | Фільм, що складається з трьох короткометражок «Променад» , «Браконьєр» і «Тату».                                                      |
| Променад                            | Петер Урбла                            | Еллле Кулл, Лембіт Ульфсак | короткометражний фільм        | Талліннфільм         | Коротка історія фільму «Kikakramäng». За мотивами оповідання Курта Воннегута                                                          |
| Браконьєр                           | Тоомас Тахвел                          | Куллікі Салдре, Мікк Міківер, Рудольф Аллаберт, Юрі Ярвет, Хеленд Піп                                                                       | короткий фільм                | Талліннфільм         | За мотивами історії Освальда Тоомінги                                                                                                 |
| Татуювання                          | Петер Сімм                             | Арво Кукумягі, Зоя Цюрило, Яан Брезаускі, Олександр Хабалов, Карл Калкун                                                                    | короткометражний фільм        | Талліннфільм         | За мотивами оповідання Калью Саабера «Цигани».                                                                                        |
| Вчитель рейки                       | Юрі Мююр                               | Мікк Міківер, Елле Кулл, Тину Міківер, Евальд Аавік, Іта Евер                                                                               | художній фільм                | Талліннфільм         | За мотивами однойменного оповідання Айно Калди                                                                                        |
| Ціну смерті запитай у мертвих       | Кальє Кійськ                           | Юозас Кісіліус, Гедімінас Гірдвайніс, Марія Кленська, Елле Кулл, Енн Краам                                                                  | художній фільм                | Талліннфільм         | |
| Вітри Чумацького Шляху              | Леннарт Мері                           | | документальний фільм          | Талліннфільм         | Продовження фільму «Люди водоплавних птахів».                                                                                         |
| Кунксмур                            | Хейно Парс                             | | ляльковий фільм               | Талліннфільм         | |
| Сувенір                             | Ельберт Туганов                        | | ляльковий фільм               | Талліннфільм         | |
| Роки                                | Пітер Томінг                           | | документальний фільм          | Талліннфільм         | |
| 1978 рік                            |                                        | |                               |                      | |
| Жінка топить сауну                  | Арво Круусемент                        | Іта Евер, Аарне Укскюла, Катрін Вельбе, Хейно Мандрі, Лісл Ліндау                                                                           | художній фільм                | Талліннфільм         | За мотивами оповідання Віллема Гросса «Зимові канікули».                                                                              |
| Навігатор Піркс                     | Марек П'єстрак                         | Сергій Десніцький, Болеслав Абарт, Володимир Івашов, Олександр Кайдановський, Тину Саар                                                     | художній фільм                | Талліннфільм         | За мотивами оповідання Станіслава Лема «Слідство».                                                                                    |
| Стерео                              | Петер Сімм                             | Ріт Паавель, Тину Кілгас, Урмас Кібуспуу, Лембіт Антон                                                                                      | короткометражний фільм        | Талліннфільм         | За мотивами оповідання Ріхо Месіласа «Перший тиждень ветеринара».                                                                     |
| День середини літа                  | Андрес Зет                             | | документальний фільм          |                      | Про проблеми проведення вільного часу в умовах урбанізації                                                                            |
| Літні шляхи на озері Виртсъярві     | Елмо Льове                             | | музичний фільм                | Естонський телефільм | |
| Кунксмур і капітан Драм             | Хейно Парс                             | | ляльковий фільм               | Талліннфільм         | |
| 1979 рік                            |                                        | |                               |                      | |
| Поле                                | Рейн Раамат                            | | анімаційний фільм             | Талліннфільм         | |
| Готель «Біля загиблого альпініста». | Григорій Кроманов                      | Улдіс Пуцитіс, Юрі Ярвет, Лембіт Петерсон, Мікк Міківер, Карліс Себріс                                                                      | художній фільм                | Талліннфільм         | За мотивами однойменного науково-фантастичного роману Аркадія Стругацького та Бориса Стругацького                                     |
| Господар пустелі                    | Лейда Лайус                            | Кайе Міхкельсон, Лембіт Петерсон, Антс Ескола, Ело Тамул, Оскар Лійганд                                                                     | художній фільм                | Талліннфільм         | За мотивами однойменного роману А. Х. Таммсааре                                                                                       |
| Гість                               | Ело Туст                               | Юхан Війдінг, Хелен-Веста Рейман, Іта Евер, Юрі Ярвет, Раймо Аас                                                                            | художній фільм                | Талліннфільм         | Дипломна робота Ело Туста |
| Загибель 31-го відділу              | Петер Урбла                            | Лембіт Ульфсак, Іван Краско, Енн Клоорен, Омар Волмер, Хейно Мандрі                                                                         | художній фільм                | Талліннфільм         | За мотивами однойменного науково-фантастичного роману Пера Вальо                                                                      |
| Ланетагусове літо                   | Рейн Маран                             | Фред Юссі, Енн Маасік, Енн Пінзель, Міхкель Пінзель, Ріхо Росберг, Ганнес Касе, Паулін Туут                                                 | художній фільм                | Естонський телефільм | Реальна історія про братів, які знаходять вовченят і починають їх виховувати.                                                         |
| Соло                                | Рауль Таммет                           | Вію Кьорвіц, Андрус Рюютлане, Мікк Міківер, Юта Легісте, Піт Райг, Гуннар Грапс                                                             | науково-фантастичний фільм    | Талліннфільм         | За мотивами оповідання Піта Валлаку «Смерть боцмана».                                                                                 |
| Гніздо на вітрі                     | Олав Нойланд                           | Рудольф Аллаберт, Неллі Таар, Арво Іхо, Енн Маасік, Індрек Корб                                                                             | художній фільм                | Талліннфільм         | |
| Вчитель                             | Марк Соосаар                           | Юрі Аррак, Яан Каплінскі, Лі Реббас, Антс Йогі, Арво Кукумягі                                                                               | художній фільм                | Талліннфільм         | Неекранований |
| Ми на місці!                        | Сулев Німмік                           | Ліа Лаатс, Ервін Абель, Ренате Карху, Карл Калкун, Єва Малмстен, Кадрі Яатма, Сулев Німмік, Вяйно Пуура, Лаурі Небель                       | художній фільм                | Естонський телефільм | |
| Чоловік і соснова мутовка           | Яан Томінг                             | Хейккі Хараве, Герта Елвісте, Лембіт Еелмяе                                                                                                 | художній фільм                | Естонський телефільм | За мотивами однойменного оповідання Пола Куусберга                                                                                    |

## 1980-ті роки
| Назва                               | Режисер                     | Актори                                                                                       | Жанр                 | Кіностудія           | Примітки                                                                                   |
| ----------------------------------- | --------------------------- | -------------------------------------------------------------------------------------------- | -------------------- | -------------------- | ------------------------------------------------------------------------------------------ |
| 1980 рік                            |                             |                                                                                              |                      |                      |                                                                                            |
| Різдво у Вігалі                     | Марк Соосаар                | Евальд Аавік, Керсті Крейсманн, Халі Саарм, Кадріанн Соосаар, Антс Йогі                      | драма                | Талліннфільм         |                                                                                            |
| Лісові фіалки                       | Кальо Кійськ                | Тіну Карк, Рудольф Аллаберт, Аарне Укскюла, Енн Клоорен, Роберт Гутман                       | драма                | Талліннфільм         |                                                                                            |
| Що посієш...                        | Пеетер Сімм                 | Арво Кукумягі, Тину Карк, Калью Коміссаров, Прійт Адамсон, Ріт Паавель                       | драма                | Талліннфільм         | За мотивами оповідання Карла Хелемяе «Уповноважений на весняну сівбу».                     |
| Пульмапілт                          | Рауль Таммет                | Рейн Арен, Лембіт Ульфсак                                                                    | художній фільм       | Талліннфільм         |                                                                                            |
| 1981 рік                            |                             |                                                                                              |                      |                      |                                                                                            |
| Два дні із життя Віктора Кінгісеппа | Тиніс Каск                  | Юрі Крюков, Хейно Сельямаа, Тіт Ганшмідт, Сулев Луйк, Рейн Мальмстен                         | телегра              | Естонський телефільм |                                                                                            |
| Суворе море                         | Арво Круусемент             | Мерле Тальвік, Тину Карк, Мікк Міківер, Іта Евер, Рейн Лоо                                   | драма                |                      | За мотивами однойменного роману Августа Ґаіліта                                            |
| Пригода у канікули                  | Райво Трасс                 | Тормі Кевваі, Міхкель Рауд, Марія Авдюшко, Свен Сууррайд, Юларі Кірсіпуу                     | дитячий фільм        | Естонський телефільм | Фільм знятий за мотивами оповідань Ено Рауда «Детективна історія» і «Телепатична історія». |
| Чортиня                             | Хелле Мурдмаа (Хелле Каріс) | Егерт Солл, Анна-Ліса Курве, Юларі Кірсіпуу, Інес Ару, Аарне Укскюла                         | дитячий фільм        | Талліннфільм         | За мотивами однойменної казки Оскар Лутса                                                  |
| Горобинові ворота                   | Вельо Кеспер                | Хейно Мандрі, Меелі Соот, Аїда Зара, Маті Клоорен, Петер Кард                                | художній фільм       | Талліннфільм         |                                                                                            |
| Жертва науки                        | Валентин Куйк               | Енн Клорен, Айре Йохансон, Петер Волконскі, Антс Андер, Міхкель Мутт                         | художній фільм       | Талліннфільм         | За мотивами однойменного оповідання Браніслава Нушича                                      |
| 1982 рік                            |                             |                                                                                              |                      |                      |                                                                                            |
| Корида                              | Олав Нойланд                | Рейн Арен, Ріта Рааве, Сулев Луйк, Вяйно Вахінг, Олев Саар                                   | художній фільм       | Талліннфільм         | За мотивами однойменного роману Тіта Калласа .                                             |
| Арабелла — дочка пірата             | Пітер Сімм                  | Інга-Кай Пускар, Лембіт Петерсон, Урмас Кібуспуу, Райво Трасс, Лембіт Ульфсак                | драма                | Талліннфільм         | За мотивами однойменного оповідання Айно Первік                                            |
| Шлягер цього літа                   | Петро Урбла                 | Ельс Гімма, Мартін Вейнманн, Айн Луцепп, Галина Абдрахманова, Аліса Талвік                   | драма                | Талліннфільм         |                                                                                            |
| Чорний дах                          | Аго-Ендрік Керге            | Вірі Валдма, Іта Евер, Юрі Крюков, Урмас Кібуспуу                                            | драма                | Естонський телефільм |                                                                                            |
| Двійники                            | Лев Карпін                  | Яак Йоала, Мерле Тальвік, Роберт Гутман, Лембіт Ульфсак, Ейно Баскін, учасники гурту «Radar» | комедія              | Естонський телефільм |                                                                                            |
| Але де ми граємо сьогодні?          | Тійна Магі                  |                                                                                              | документальний фільм | Талліннфільм         | Фасад і дворики Старого міста Таллінна                                                     |
| 1983 рік                            |                             |                                                                                              |                      |                      |                                                                                            |
| укач пригод / Nipernate             | Кальо Кійськ                | Тіну Карк, Вірі Валдма, Пол Пум, Егон Нутер, Маргус Оопкауп                                  | драма                | Талліннфільм         | За мотивами роману Августа Гайліта «Тоомас Ніпернааді».                                    |
| Луріх                               | Валентин Куйк               | Тину Луме, Енн Клоорен, Регіна Разума, Леонід Севцов, Тетяна Котова                          | художній фільм       | Талліннфільм         | Фільм про естонського борця Георга Луріха                                                  |
| Замкнене коло                       | Петро Урбла                 | Арво Кукумягі, Уно Лахт, Еліс Подельскі, Айн Луцепп, Юрі Мююр                                | художній фільм       | Талліннфільм         | За мотивами роману Карла Арне Блома «Хтось мстить».                                        |
| Бічний вітер                        | Рауль Таммет                | Март Віснапуу, Талво Пабут, Тину Саар, Кійрі Тамм, Ангеліна Семйонова                        | телегра              | Естонський телефільм | Спортивний фільм про велосипедистів                                                        |